# Empire allemand (1848-1849)
Pour le « Deuxième Reich » (1871–1918), voir Empire allemand.
1848–1849
Entités précédentes :
- Confédération germanique

Entités suivantes :
- Confédération germanique

L'Empire allemand (en allemand Deutsches Reich) fut l'incarnation éphémère de la tentative de créer un État-nation allemand à la suite de la révolution de Mars 1848. Cette entité exista de 1848 à 1849.
Résultant des travaux du Parlement de Francfort, le Reich allemand naquit le 28 juin 1848 lors de la création du Pouvoir central provisoire, un gouvernement fédéral provisoire. Le Reich se substitua à la Confédération germanique le 12 juillet lorsque le Bundestag transféra son pouvoir et ses compétences à la nouvelle autorité. A cette occasion, l'ensemble des États allemands reconnurent le gouvernement provisoire du Reich. Cependant, lors des mois suivants, les plus grands États allemands n'acceptèrent pas toujours les décrets et les lois fédérales.
Le 28 mars 1849, lors de la promulgation de la Constitution de Francfort, le Reich prit la forme d'une monarchie constitutionnelle, parlementaire et héréditaire tandis que le roi de Prusse Frédéric-Guillaume IV fut élu empereur d'Allemagne. Ainsi, ce dernier reçut la Kaiserdeputation le 3 avril mais refusa la couronne impériale, marquant l'échec politique des travaux du Parlement de Francfort. Dès ce moment, les institutions impériales déclinèrent rapidement jusqu'à engendrer une guerre civile en Allemagne.
L'Empire allemand prit officiellement fin avec la révocation de la Constitution de Francfort le 23 août 1951. Néanmoins, dans la pratique, le régime impérial s'effondra le 20 décembre 1849 lors de la démission du régent impérial Jean-Baptiste d'Autriche, qui transféra les compétences du Pouvoir central provisoire à une Commission centrale fédérale (de), contrôlée par l'Autriche et la Prusse.

## Clarifications conceptuelles
L'entité qui naquit le 28 juin 1848 n'était pas une monarchie, donc pas un empire. En effet, bien que largement admise, la nature monarchique du Reich allemand ne fut formellement adoptée que le 28 mars 1849 lors de la promulgation de la Constitution de Francfort.
Cette confusion vient de la transcription imparfaite du mot Reich en langue française, qui est traduit par « empire ».
En réalité, il s'agit d'un terme désignant à l’origine le territoire sur lequel s’exerçait la puissance et la souveraineté d’un prince, d’un roi ou d’un empereur, et plus tard celle d’un État. Il correspond au latin imperium, qui désigne le pouvoir suprême de commandement et le territoire sur lequel il s’étend.
De plus, le Reich allemand/l'Empire allemand de 1848-1849 n'est pas à confondre avec :
- Le Reich allemand, premier État-nation durable de l'histoire de l'Allemagne, qui se maintiendra de 1871 à 1945 (Empire allemand, république de Weimar, Troisième Reich).
- L'Empire allemand, ou Deuxième Reich, régime politique de l'Allemagne (monarchie constitutionnelle autoritaire) de 1871 à 1918.

## Histoire

### Révolution de Mars et tentatives de réformes de la Confédération germanique
Dans le cadre du Printemps des peuples (1848), la révolution de Mars obligea les États allemands à effectuer des concessions aux oppositions libérales et nationalistes. Ainsi, des  gouvernements de Mars, libéraux, furent nommés dans presque tous les États.

Armoiries de la Confédération germanique entre 1848 et 1866.

Dans ce contexte, dès mars 1848, le Bundestag, organe décisionnel de la Confédération germanique, réalisa quelques concessions :
- L'abrogation des décrets de Carlsbad ;
- Le choix des couleurs (Noir-Rouge-Or) et des armoiries de la Confédération ;
- L'octroi d'un mandat d'intervention aux troupes prussiennes en soutien à l'insurrection nationaliste allemande dans les duchés danois (première guerre du Schleswig) ;
- La reconnaissance du gouvernement provisoire nationaliste allemand du duché de Schleswig ; et
- Enfin, la promesse de réviser l'Acte confédéral allemand pour en faire une « vraie » constitution fédérale.

### Création du Parlement de Francfort
À la suite de la concession de réviser la constitution, un pré-parlement fut constitué et siégea à Francfort-sur-le-Main du 31 mars au 3 avril 1848. En collaboration avec le Bundestag, sa principale fonction était de préparer à la création d'une assemblée nationale, le Parlement de Francfort, et de déterminer les modalités de son élection.
Les élections parlementaires se tinrent durant le mois d'avril et les premiers jours du mois de mai dans tous les États de la Confédération germanique, auxquels s'ajoute le duché de Schleswig. Dès ce moment, le Bundestag ne put endiguer sa rapide perte de légitimité alors que le Parlement de Francfort siégea pour la première fois le 18 mai. Ainsi, même si ses institutions restèrent dans un premier temps en place, la Confédération cessa concrètement de fonctionner.

### Débats sur la définition du système politique du Reich
Au sein du Parlement de Francfort, deux visions s'affrontèrent : d'un côté, les radicaux-démocrates voulaient donner la souveraineté au Peuple tandis que, de l'autre, les libéraux modérés cherchaient seulement à limiter le pouvoir des monarques par le moyen d'une constitution.
Par ailleurs, il est intéressant de constater que, à l'issue de la révolution de Mars, la plupart des souverains allemands auront été capables de conserver leur trône. Langewiesche y voit la confirmation de la proximité entre ceux-ci et leurs peuples en 1848. Dans ce contexte, le mouvement républicain ne rencontrait que peu d'écho en Allemagne, l'échec de Friedrich Hecker ayant marqué la fin des espoirs d'instaurer une république d'inspiration américaine dès avril 1848,,.
Par conséquent, un relatif consensus se fit rapidement autour du principe de la monarchie constitutionnelle.

### Mise en place des institutions du Reich allemand
Dès le lendemain, lors son discours inaugural du 19 mai 1848, le président du Parlement Heinrich von Gagern définit la rédaction d'une « constitution pour l'Allemagne » et l'unité allemande comme les deux principales tâches de cette assemblée nationale. Dès lors commencèrent de longs débats et de longues tractations sur la nature du nouvel État, son système politique et sa constitution.
Le 28 juin, le Parlement de Francfort vota en faveur d'une « loi pour l'introduction d'un Pouvoir central provisoire pour l'Allemagne », un gouvernement fédéral provisoire compétent sur tous les territoires de la Confédération germanique en attendant l'entrée en vigueur d'une constitution. La loi prévoyait également la création de la fonction de régent du Reich en attendant la désignation d'un chef d’État allemand. Le lendemain, l'archiduc Jean-Baptiste d'Autriche fut élu à ce poste.
Dans ce contexte, le 12 juillet, le Bundestag considéra qu'il n'avait plus de raison d'être et transféra son pouvoir à la nouvelle autorité, entérinant la dissolution de la Confédération germanique au sein du Reich allemand, dont la nature n'était pas encore définie. Par ce fait, bien que créé par le Parlement, le Pouvoir central provisoire put acquérir sa propre légitimité et s'émanciper de la légitimité parlementaire, rééquilibrant la balance entre les différents pouvoirs institutionnels.
Le 15 juillet, le régent du Reich nomma Karl zu Leiningen comme ministre-président du Reich(chef de gouvernement) pour des raisons religieuses (équilibre entre catholiques et protestants au sein des institutions) et diplomatiques (rapprochement avec le Royaume-Uni en vue d'obtenir un arbitrage britannique favorable dans le cadre de la première guerre de Schleswig). En outre, à côté du ministre-président et des ministres, le Pouvoir central provisoire disposait également de diplomates et de secrétaires d'État, mettant ainsi en place la base d'une structure administrative aux différentes institutions fédérales.

### Conséquences de la première guerre du Schleswig
Le 26 août 1848, à la suite des pressions du Royaume-Uni, de la Russie et de la France, l'armistice de Malmö mit fin à la guerre entre la Prusse et le Danemark. Le 5 septembre, alors que le ministre-président Karl zu Leiningen démissionna à la suite de l'échec de sa politique pro-britannique, le traité fut rejeté par le Parlement de Francfort. La cause principale de ce rejet fut que la Prusse avait outrepassé son mandat octroyé par la Confédération (puis le Reich) en signant le traité sans la collaboration des institutions fédérales.
Le 16 septembre, le Parlement finit par accepter la réalité des faits en ratifiant le traité tandis que le régent du Reich Jean-Baptiste d'Autriche désigna l'Autrichien Anton von Schmerling comme nouveau ministre-président. Ce premier revers pour les nationalistes allemands entraîna alors une rupture entre les libéraux modérés et les radicaux-démocrates et une première radicalisation de la révolution de Mars. En effet, cette situation entraîna alors le début des révolutions de septembre à Francfort, qui forcèrent l'assemblée nationale à appeler de l'aide auprès troupes fédérales (prussiennes et autrichiennes) de la forteresse de Mayence.
Or, en octobre, cette nouvelle vague révolutionnaire (principalement à Vienne et à Berlin) annonçait déjà la contre-révolution en Allemagne. En effet, à titre d'illustration, après avoir vécu comme une défaite le fait d'avoir dû, après les émeutes à Berlin du 18 mars 1848, accepter une constitution et la formation d'une assemblée nationale limitant toutes deux son pouvoir, le roi de Prusse Frédéric-Guillaume IV ne souhaitait qu'une seule chose : la restauration de son pouvoir absolu de droit divin. Ainsi, dès décembre 1848, l'Assemblée nationale prussienne fut dissoute tandis que des travaux de révision de la Constitution prussienne débutèrent en vue de limiter les récents progrès démocratiques.

### Vers une Grande-Allemagne?
La question de l'unité allemande portait en elle le problème de la définition de l'Allemagne. L'appartenance ou non du Schleswig n'était qu'un détail comparée au problème que représentaient les territoires non-germaniques possédés par la Prusse et surtout l'Autriche.
En effet, au-delà du problème idéologique d'identité nationale et de la formation d'un État-nation, un État correspond à une nation, c'était le rapport de force entre la Prusse et l'Autriche au sein du Reich allemand qui créait le plus de remous. Ainsi, deux propositions concurrentes étaient rapidement entrées en compétition en vue de réaliser l'unité allemande : une solution grande-allemande, centrée sur l'Autriche, et une solution petite-allemande, centrée sur la Prusse sans l'Autriche.
D'abord largement privilégiée, la solution grande-allemande consistait en la création d’un État-nation rassemblant toutes les terres germanophones de la Confédération germanique ainsi que, pour des raisons historiques, des territoires alors majoritairement peuplés de Tchèques (pays de la Couronne de Bohême) et de Slovènes (Royaume d'Illyrie). Elle impliquait cependant la séparation de l’Autriche et de ses autres territoires non-germaniques (notamment la Hongrie, la Lombardie-Vénétie, la Croatie, la Slavonie, la Dalmatie, la Galicie-Lodomérie et la Bucovine), qui deviendraient des unions personnelles sous influence allemande.
Dans ce contexte, afin de maintenir l'équilibre entre Vienne et Berlin, les députés du Parlement de Francfort décidèrent rapidement du rattachement de la province prussienne de Posnanie,, malgré leur sensibilité initialement favorable au nationalisme polonais (échec de l'insurrection dite de Grande-Pologne dès le 9 mai 1848).

### Le choix d'une Petite-Allemagne
Néanmoins, hostile à toute idée de démembrement, l'empereur autrichien Ferdinand Ier laissa son ministre-président Felix zu Schwarzenberg déclarer, le 27 novembre, seulement quelques jours avant la passation de pouvoir à François-Joseph Ier, que l'Autriche n'était pas divisible. Dès lors, la solution petite-allemande s'imposa progressivement aux yeux des députés du Parlement de Francfort comme étant la seule solution réaliste pour réaliser l'unification allemande.
Dès le mois de novembre 1848, les fonctionnaires du Pouvoir central provisoire commencèrent à chercher, à de nombreuses reprises, à se rapprocher de la Prusse, notamment pour lutter conte les radicaux-démocrates. Ainsi, deux membres de la fraction Casino (groupe parlementaire de centre-droit libéral, groupe le plus important au Parlement de Francfort), à savoir le président du Parlement Heinrich von Gagern et le sous-secrétaire d'État attaché au ministère de l'Intérieur du Pouvoir central provisoire Friedrich Daniel Bassermann, prirent alors une part très active dans ces négociations diplomatiques avec les autorités prussiennes concernant le projet d'élection impériale. Ils argumentèrent que la monarchie ne pouvait survivre que si elle faisait cause commune avec les libéraux modérés et acceptait le principe d'une monarchie constitutionnelle,.
Par conséquent, le 17 décembre, le ministre-président du Reich à Anton von Schmerling, Autrichien et partisan de la solution grande-allemande, démissionna et fut alors remplacé par Gagern, entérinant la sélection de la solution petite-allemande par les institutions fédérales. Dans ce contexte, sous la pression de son gouvernement, le roi Frédéric-Guillaume IV déclara le 23 janvier 1849 que la Prusse acceptait l'idée d'un empire héréditaire, sans officiellement se prononcer sur sa potentielle élection impériale.

### Désengagement progressif de l'empire d'Autriche
Bien que renforcée par le succès de la répression anti-révolutionnaire à Vienne (31octobre 1848), l'Empire autrichien restait confronté à deux puissants mouvements de libération nationale : la première guerre d'indépendance italienne et la révolution hongroise. Ainsi, l'Autriche n'eut pas les moyens de riposter face au soutien croissant à la solution petite-allemande au sein des institutions fédérales.
La perte d'influence était telle que, le 9 mars 1849, le ministre-président autrichien Felix zu Schwarzenberg eut encore beau demandé l'intégration complète de l'Empire autrichien ainsi qu'une augmentation considérable de son pouvoir au sein de l'Empire allemand (solution « grande-autrichienne » (de)) ; il était trop tard.

### Constitution de Francfort et élection impériale de Frédéric-Guillaume IV de Prusse
Entérinant le choix en faveur de la solution petite-allemande et d'une monarchie constitutionnelle, la Constitution fut votée et approuvée le 28 mars 1849 à une courte majorité (267 voix contre 263). Formée à l'occasion des débats autour du caractère héréditaire de la couronne impériale (adopté la veille afin de favoriser le rapprochement avec le roi de Prusse), la coalition parlementaire, dite « Weidenbusch », s'était constituée autour de la fraction Casino, avec le soutien des fractions Landsberg et Augsburger Hof (centre-droit libéral) ainsi qu'une partie de la fraction Westendhall (centre-gauche démocratique, mené par Heinrich Simon),.

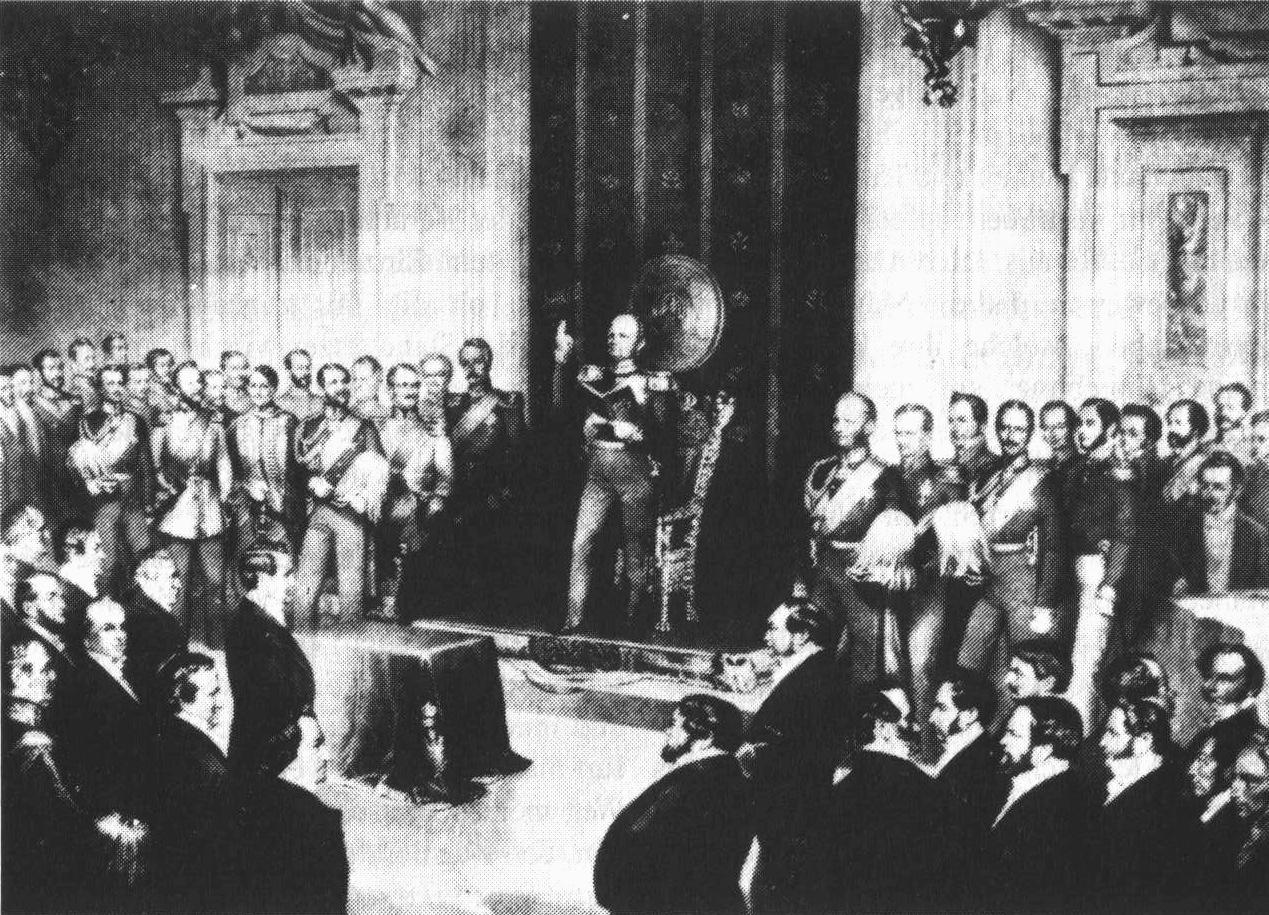
Représentation sur bois de la Kaiserdeputation.

Parallèlement, le roi de Prusse Frédéric-Guillaume IV fut officiellement élu empereur le même jour par 290 voix contre 248, l'opposition parlementaire étant constituée des partisans de la solution grande-allemande, à savoir les députés issus des États du Sud de l'Allemagne (Autriche, Bade, Bavière et Wurtemberg) et les radicaux-démocrates,. Dans ce contexte, il est à noter que la légitimité l'empereur ne découlait plus de Dieu mais d'un parlement revêtait une portée symbolique importante, ce qui entrait en contradiction avec la conception traditionnellement absolue et divine de la monarchie.
Le roi de Prusse Frédéric-Guillaume IV reçut la Kaizerdeputation à Berlin le 3 avril et refusa alors la couronne impériale.

### Le retrait définitif de l'empire d'Autriche
Toujours confrontée à la Révolution hongroise, l'Autriche n'avait alors pas les moyens diplomatiques et militaires de contester l'hégémonie prussienne au sein des institutions impériales.
Par conséquent, en réaction à la Kaiserdeputation, l'ensemble des députés autrichiens quittèrent le Parlement le 5 avril. Par ce fait, l'Autriche cessa toute participation aux institutions impériales.

### Montée des tensions au sein de l'Empire allemand
Leur plan de réaliser l'unité allemande par le biais d'une monarchie constitutionnelle fortement parlementaire étant désormais caduc, la seconde conséquence de l'échec de la Kaiserdeputation fut l'échec des libéraux modérés (dont la fraction Casino) et la radicalisation des radicaux-démocrates.
En effet, dès le 5 avril, 1849, réunis à Heidelberg, ceux-ci réclamèrent la reconnaissance de la Constitution par tous les États allemands. Dès lors, favorables aux méthodes fortes et révolutionnaires, ils eurent la voie libre pour tenter de provoquer la décision par la force et faire ratifier les États s'y refusant jusque-là.
Dans ce contexte, le 21 avril, la Seconde Chambre du Parlement prussien ratifia la Constitution de Francfort tandis que, dès le 22 avril, des insurrections se propagèrent à travers l'Empire allemand. En réaction, dès le 28 avril, alors que le roi Frédéric-Guillaume IV dissolut le Parlement prussien, la Prusse se positionna à la tête de la contre-révolution.

### Campagne pour la Constitution du Reich
Le 28 avril 1849, la décision prussienne de refuser la couronne impériale est officialisée devant le Parlement de Francfort par la bouche du plénipotentiaire de Prusse auprès du Parlement Ludolf Camphausen. Outre la nécessité de l'accord des souverains allemands pour faire du roi de Prusse l'empereur d'Allemagne, Frédéric-Guillaume IV de Prusse réclamait également des changements précis dans la Constitution (notamment concernant le droit de veto), ce qui était à l'évidence au-delà des capacités de compromis du Parlement, déjà fortement divisé entre les libéraux modérés (désormais discrédités par l'échec de la Kaiserdeputation) et les radicaux-démocrates. Ainsi, le 4 mai, le Parlement vota le rejet de la proposition prussienne et le déclenchement d'un soulèvement général en Allemagne à une courte majorité de 190 contre 188 voix,. Devant l'échec manifeste des travaux du Parlement, le ministre-président du Reich Heinrich von Gagern démissionna le jour même tandis que les députés conservateurs et libéraux modérés se retirèrent du Parlement dans les jours suivants. Seuls les députés radicaux-démocrates continuèrent à siéger, marquant un tournant révolutionnaire net du Parlement.
En réaction à la généralisation de l'insurrection révolutionnaire, le Pouvoir central provisoire (en rupture complète avec le Parlement) ordonna le 5 mai aux troupes fédérales d'entamer les opérations de répression contre-révolutionnaire avec le soutien massif des forces armées prussiennes. Dès ce moment, le Parlement entama un inexorable affaiblissement. Le 31 mai, progressivement repoussé sur tous les fronts, les insurgés révolutionnaires déménagèrent le Parlement de Francfort vers Stuttgart, ce qui fut considéré par le Pouvoir central provisoire comme une dissolution. Finalement, le désormais parlement-croupion allemand fut à son tour dissous par des soldats du Wurtemberg le 18 juin tandis que la guerre civile, dernier épisode de la révolution de Mars, s'acheva le 23 juillet, par la prise de la forteresse de Rastatt par les forces fédérales et prussiennes,.
Pour terminer, les dernières institutions impériales disparurent le 20 décembre lors de la démission du régent impérial Jean-Baptiste d'Autriche, qui transféra les compétences du Pouvoir central provisoire à une Commission centrale fédérale (de), contrôlée par l'Autriche et la Prusse.

## Épilogue

### Union d'Erfurt (1849-1850)
La principale conséquence de cet épisode et de la guerre civile en résultant fut que l'unité allemande « par le bas » (c'est-à-dire par le Peuple et le Parlement) fut un échec.
Dès le 26 mai 1849, alors que la guerre civile n'était pas encore terminée, la Prusse, la Saxe et le Hanovre conclurent l'Alliance des trois rois en vue de réprimer la révolution et de s'accorder sur « l'établissement d'une gestion unifiée des affaires allemandes »,
Parallèlement, les anciens libéraux modérés du Parlement de Francfort, favorables à la monarchie constitutionnelle et héréditaire mais déçus par la Kaiserdeputation, se rassemblèrent au sein du Parlement de Gotha, qui siégea du 26 au 28 juin 1849, pour décider d'une nouvelle orientation politique. Il fut alors décidé qu'ils soutiendraient la politique dite « d'union » (Union d'Erfurt), défendue par la volonté du Prussien Joseph von Radowitz de mener une politique d'union afin d'unifier l'Allemagne « par le haut »(c'est-à-dire par le Souverain et le Gouvernement). Dans ce cadre, le Parlement de l'Union d'Erfurt ouvrit sa première session le 20 mars 1850.
Cependant, le projet n'eut pas plus de succès et ne put aboutir. En effet, les pressions diplomatiques autrichiennes, le retrait de la Saxe et du Hanovre dès le 27 février 1850, l'hégémonie prussienne au sein de l'Union et la volonté de compromis des libéraux eurent raison de l'initiative prussienne (qui fut officiellement abandonnée à l'occasion de la conférence d'Olmütz le 29 novembre).

### Restauration de la Confédération germanique (1850-1851)
Parallèlement, renforcée par la répression de la Révolution hongroise (13 août 1849) avec l'aide des troupes russes, le ministre-président autrichien Felix zu Schwarzenberg riposta à l'initiative prussienne en convoquant en mai 1850 un congrès pour faire renaître la Confédération germanique. Dans la continuité, boycotté par les États de l'Union et par la Prusse, l'Autriche rassembla le 2 septembre un Bundestag réduit à quelques États allemands et réclama qu'on lui octroie les compétences qu'avait celui de la Confédération avant sa dissolution.

Mars/avril 1850 : États ayant élu des députés au Parlement de l'Union d'Erfurt (jaune), États de l' de février 1850, sous influence autrichienne (rouge).

Le 29 novembre 1850, à l'issue de la conférence d'Olmütz et grâce à l'arbitrage de la Russie qui souhaitait maintenir les acquis du congrès de Vienne (1815), l'Empire autrichien obligea la Prusse (qui refusait une nouvelle fois l'escalade et le risque de guerre) à renoncer à ses prétentions hégémoniques en Allemagne, à dissoudre l'Union d'Erfurt ainsi qu'à réintégrer la Confédération germanique (qui fut officiellement reconstituée et restaurée à cette occasion).
A l'issue de la conférence ministérielle de Dresde du 23 décembre 1850 au 15 mai 1851 à laquelle participent tous les États membres, différentes propositions furent à l'étude. La première consistait à revenir à la solution antérieure à 1848, la seconde à réformer celle-ci en renforçant l'exécutif fédéral en particulier, mais aussi en la dotant de pouvoirs d'ordre économique et législatif. Les propositions des uns et des autres étant souvent opposées, le retour à la situation antérieure fut privilégié,.
Enfin, le 23 août 1851, le Bundestag vota la révocation de la Constitution de Francfort, dernier vestige de l'Empire allemand, et l'établissement de l'Acte fédéral réactionnaire (de), qui en fait une instance suprême pouvant outrepasser les constitutions des États. L'objectif est encore une fois de liquider les décisions faites durant la révolution de Mars.
Néanmoins, cette victoire diplomatique de l'Autriche n'était qu'apparente. En effet, très rapidement, les rivalités entre Vienne et Berlin réapparaîtront et n'auront de cesse d'affaiblir la Confédération tout en convainquant la Prusse que l'unification allemande « par le haut » ne pouvait être réalisable sans écarter militairement l'Autriche des affaires allemandes.

### Vers l'unification allemande
En conclusion, la Prusse ne parviendra à établir son hégémonie en Allemagne qu'à l'issue de la guerre austro-prussienne (1866). L'Autriche étant évincée militairement des affaires allemandes, la Confédération germanique fut alors définitivement dissolue et remplacée par la Confédération d'Allemagne du Nord (1867), dominée par la Prusse. 
Néanmoins, à cette occasion, la Bavière, le Wurtemberg, le Bade et le Hesse-Darmstadt (partie méridionale du grand-duché de Hesse) conserveront tout de même encore un temps leur indépendance afin que la Prusse n'entre pas en confrontation avec la France de Napoléon III (qui possède des intérêts géopolitiques dans le Sud de l'Allemagne, région connaissant traditionnellement de forts sentiments catholiques et anti-prussiens) et la Russie d'Alexandre II (qui est marié à Marie de Hesse-Darmstadt, sœur du grand-duc Louis III de Hesse).
Finalement, l'unité allemande ne se réalisera qu'à l'issue de la guerre franco-allemande (1870-1871), lors de la proclamation de l'Empire allemand le 18 janvier 1871, réalisant enfin la solution petite-allemande « par le haut ».